# Queer-Coding
Queer-Coding bezeichnet die im Subtext vorgenommene Zuschreibung queer gelesener Eigenschaften an fiktiven Charakteren, ohne die Figuren explizit als queer zu bezeichnen. Ein ähnlicher Begriff ist Queerbaiting.

## Beispiele

### Antagonisten
Angeführt werden auch Charaktere aus Disney-Filmen wie Scar aus Der König der Löwen, Jafar aus Aladdin und die böse Seehexe Ursula aus Arielle, die Meerjungfrau. Kritisiert wird darin, dass queere Eigenschaften als negativ, bösartig und nicht wünschenswert verstanden werden könnten, da sie vorrangig von Antagonisten porträtiert würden.